# العلاقات البيروية الكيريباتية
العلاقات البيروفية الكيريباتية هي العلاقات الثنائية التي تجمع بين بيرو وكيريباتي.

## مقارنة بين البلدين
هذه مقارنة عامة ومرجعية للدولتين:
| وجه المقارنة                                              | بيرو                                   | كيريباتي                        |
| --------------------------------------------------------- | -------------------------------------- | ------------------------------- |
| المساحة (كم2)                                             | 1.29 مليون                             | 811                             |
| عدد السكان (نسمة)                                         | 32.16 مليون                            | 116.40 ألف                      |
| الكثافة السكانية (ن./كم²)                                 | 24.93                                  | 14.35 ألف                       |
| العاصمة                                                   | ليما                                   | جنوب تاراوا                     |
| اللغة الرسمية                                             | اللغة الإسبانية، اللغة الأيمرية، كتشوا | لغة إنجليزية، اللغة الكيريباتية |
| العملة                                                    | سول بيروفي جديد                        | دولار كريباتي، دولار أسترالي    |
| الناتج المحلي الإجمالي (بليون دولار)                      | 211.39 مليار                           | 196.15 مليون                    |
| الناتج المحلي الإجمالي (تعادل القوة الشرائية) بليون دولار | 393.13 مليار                           | 224.26 مليون                    |
| الناتج المحلي الإجمالي الاسمي للفرد دولار أمريكي          | 6.03 ألف                               | 1.42 ألف                        |
| الناتج المحلي الإجمالي للفرد دولار أمريكي                 | 11.99 ألف                              | 1.81 ألف                        |
| مؤشر التنمية البشرية                                      | 0.740                                  | 0.590                           |
| رمز المكالمات الدولي                                      | +51                                    | +686                            |
| رمز الإنترنت                                              | .pe                                    | .ki                             |
| المنطقة الزمنية                                           | توقيت بيرو، 00                         |                                 |

## منظمات دولية مشتركة
يشترك البلدان في عضوية مجموعة من المنظمات الدولية، منها:
| علم المنظمة | اسم المنظمة                   | تاريخ انضمام بيرو | تاريخ انضمام كيريباتي |
| ----------- | ----------------------------- | ----------------- | --------------------- |
|             | منظمة حظر الأسلحة الكيميائية  | ?                 | ?                     |
|             | الأمم المتحدة                 | 31 أكتوبر 1945    | 14 سبتمبر 1999        |
|             | مؤسسة التمويل الدولية         | 20 يوليو 1956     | 2 أكتوبر 1986         |
|             | يونسكو                        | 21 نوفمبر 1946    | 24 أكتوبر 1989        |
|             | مؤسسة التنمية الدولية         | 30 أغسطس 1961     | 2 أكتوبر 1986         |
|             | البنك الدولي للإنشاء والتعمير | 31 ديسمبر 1945    | 29 سبتمبر 1986        |
|             | الاتحاد البريدي العالمي       | ?                 | ?                     |
|             | الاتحاد الدولي للاتصالات      | 12 يوليو 1915     | 3 نوفمبر 1986         |

## وصلات خارجية
- موقع وزارة الخارجية البيروفية